# هیلز (مینه‌سوتا)
هیلز، مینه‌سوتا (به انگلیسی: Hills, Minnesota) یک شهر در ایالات متحده آمریکا است که در شهرستان راک واقع شده‌است.

## خصوصیات
هیلز ۱٫۴۰ کیلومترمربع مساحت و ۶۸۶ نفر جمعیت دارد و ۴۵۳ متر بالاتر از سطح دریا واقع شده‌است.